# Raekwon
Raekwon, född Corey Woods 12 januari 1970 i Brooklyn, New York, är en amerikansk rappare och medlem i Wu-Tang Clan. Han blev medlem i klanen lagom till inspelningen av det kritikerrosade debutalbumet Enter the Wu-Tang (36 Chambers).

## Alias
- "The Chef"
- "Lex Diamond"
- "Louis Diamond"
- "Rick Diamond"
- "Shallah"
- "Louis Rich"
- "Shallah Raekwon"

## Diskografi

### Studioalbum
- 1995 – Only Built 4 Cuban Linx...
- 1999 – Immobilarity
- 2003 – The Lex Diamond Story
- 2009 – Only Built 4 Cuban Linx... Pt. II
- 2011 – Shaolin vs. Wu-Tang